# Битва за Тарент (212 до н. е.)
Битва при Таренті в березні 212 року до Р.Х. – це битва, часів Другої Пунічної війни, у якій карфагенський полководець Ганнібал Барка зі своїм військом заволодів італійським містом Тарент.

## Причини
Після битви при Каннах у 216 році до Р.Х. на сторону Ганнібала перейшло місто Капуя – столиця області Кампанія та одне з найважливіших міст усієї Італії, а також багато міст та громад таких областей, як Апулія, Луканія, частини Самнія. Ганнібал планував перетворити Південну Італію на місце збору всіх можливих ресурсів Карфагену та його союзників, що дозволило б йому довести свою ціль до кінця . Також був укладений союз з македонським царем Філіппом V, який після Канн та переходу на сторону карфагенян міст та громад Південної Італії був готовий відправити війська в Італію.  Для цього Ганнібалу були потрібні великі приморські міста, у першу чергу Неаполь та Тарент.
Спроби заволодіти Неаполем зазнали невдачі, після невдалої облоги та битви при Нолі у 216 році до Р.Х.  Ганнібал прийняв рішення припинити спроби захопити Неаполь і переніс свій табір до міста Сцевола, що в Апулії, та залишився там на зимівлю. У свою чергу римляни, дізнавшись про плани Македонії, переслали з Остії до Тарента та Бриндізія додаткові сили, щоб запобігти вторгненню македонян. Наступного року, коли Ганнібал, на прохання Капуї, котрій загрожувала облога, повернув свою армію назад в Кампанію, то до нього біля Авернського озери прийшли 5 тарентійських юнаків, котрі були ним відпущені після битв при Тразименському озері та Каннах. Вони казали, що пам’ятають його вчинки і домоглися змін настроїв серед молоді Тарента, котрі тепер підтримують Ганнібала. Тоді карфагенським полководцем оволоділо величезне бажання захопити це місто, щоб з’єднати свої війська з Філіппом V Македонським.
Однак перша спроба заволодіти містом зазнала невдачі, оскільки, коли карфагенський полководець наближався до міста, про це стало відомо претору Марку Валерію, котрий був у Бриндізі й відправив Марка Лівія для захисту міста. Лівій, своєю чергою, зміг придушити невдоволення і з про римськими силами в місті взяти ключові об’єкти під контроль, що не дозволило Ганнібалу заволодіти містом з першої спроби. 

## Загострення відносин між Тарентом та Римом
Однак, після першої невдалої спроби захопити Тарент, Ганнібал не полишав надії заволодіти містом і тому на певний період часу залишався в Саллентійському окрузі та чекав на можливість захопити місто . Також, аби не викликати підозр у римлян, він поширив чутки про свою хворобу. Як пише Тит Лівій: 
Ганнібал давно сподівався, що римляни підозрюють, що тарентійці хочуть від них відколотись. Випадковість змусила їх поспішити.
У Римі знаходилися заручники з двох міст Великої Греції: Тарента та Фурій. Ці заручники відігравали роль гарантії того, що ці міста не розірвуть свої союзних відносин з Римом та залишаться йому вірними. Проте в цей час у Римі перебував під виглядом посла тарентієць Філеас. Він загорівся ідеєю врятувати заручників, розпланував план втечі та зміг умовити заручників тікати. 
Утім, втеча зазнала невдачі, утікачів почали переслідувати, спіймали, випороли різками та потім скинули їх з Тарпейської скелі. Жорстокість цього дійства неймовірно обурила жителів Тарента та Фурій. Після цього 13 тарентійських юнаків організували змову проти римського панування в місті та вирішили перейти на бік Ганнібала. Очолили цю змову два знатних міщанина – Нікон та Філемен(у Аппіана фігурує також, як Каноней).   

## Домовленість із Ганнібалом
Після організації змови під виглядом набігу на карфагенські загони Нікон та Філемен потрапили в полон та зустрілися з Ганнібалом. Вони нарікали на римлян та демонстрували готовність сприяти переходу міста на бік карфагенянина. Ганнібал зі співчуттям та радістю віднісся до своїх гостей, оскільки йому нарешті випав шанс заволодіти Тарентом.
Після зустрічі, Ганнібал дав чіткі інструкції, а також ціле стадо худоби як здобич під час рейду. Ці дії не лише, не викликали підозр в римського префекта Марка Лівія, але підняли авторитет серед жителів міста. Наступної зустрічі, були узгодженні умови переходу Тарента на бік карфагенян. За ним Ганнібал зобов’язувався: не порушувати закони міста, не накладати данину, а також не використовувати жителів у своїй армії, за винятком, якщо громадяни самі не виявлять цього бажання; також полководець мав право пограбувати будинки римлян, які знаходилися в місті. Було узгоджено план спільних дій, ключову роль у якому мав зіграти Філемен. 

## Взяття міста
План складений Ганнібалом передбачав наступне: після останньої зустрічі кожної ночі Філемен виходив на полювання, що було зрозуміло, оскільки він був дуже вправним мисливцем і в Таренті ні в кого це не викликало жодного занепокоєння, але здобич для нього завчасно заготовляли карфагеняни. Цією здобиччю він спеціально ділився з префектом Марком Лівієм та охороною воріт, таким чином він отримав довіру охорони, яка без жодних затримок одразу, як чула, що він прибув з полювання, відкривала йому ворота. 
У цей час Ганнібал знаходився в трьох днях шляху від міста. Спеціально для цієї місії він відібрав десять тисяч солдатів, зокрема 8 тисяч піхотинців, а також 2 тисячі нумідійських вершників. Коли настав відповідний день, Ганнібал прикрив свої дії, поширивши чутки про нумідійський рейд у кількох милях від Тарента. Ці дії занепокоїли міщан, але префект, який цього вечора перебував на бенкеті, обмежився лише тим, що наказав зранку вислати загін вершників на перехоплення. Після бенкету Нікон провів префекта до його дому, де він заснув. До цього змовники залишили своїх людей біля дому Марка Лівія, аби він не зміг завадити їхнім планам. У цей час солдати Ганнібала підійшли до воріт і подали Нікону та його людям домовлений сигнал. Тоді змовники перебили охорону, відкрили ворота карфагенянам - і ті спокійно увійшли в місто.
Приблизно в цей же час Філемен повернувся з полювання і, коли охорона відкрила йому ворота, сподіваючись на частину здобичі, Філімен відкрив хвіртку для трьохсот воїнів, наданих йому Ганнібалом, які після цього перебили охорону і, відкривши ворота, впустили решту війська.
Задоволений виконанням свого плану Ганнібал поділив дві тисячі кельтів на три групи і дав наказ не чіпати тарентійців, а от римлян живими не відпускати. Після цього в місті почалася паніка та страх, звістка про проникнення карфагенян дійшла до Марка Лівія, і йому вдалося втекти до Акрополя міста. Пізніше Філемен, підготувавши римські труби, почав бити тривогу, на яку до центру міста почали стікатися римляни, які одразу потрапили в пастку й були перебиті карфагенськими солдатами. Щодо міщан, то про захоплення міста вони дізналися тільки зранку, коли воно все, окрім Акрополя, контролювалося Ганнібалом. 
Зранку Ганнібал зібрав усіх жителів міста на головній площі. Змовники заспокоювали громадян міста, що карфагеняни не бажають їм зла, і вселяли впевненість, що вони прийшли звільнити їх від римлян. Усі міщани, які співчували римлянам, втекли до Акрополя. В свою чергу, Ганнібал заспокоїв жителів та попросив їх помітити свої домівки та під загрозою смерть заборонив помічати будинки римлян, оскільки планував їх пограбувати.
Після взяття міста карфагенянами під контролем римлян залишався Акрополь, який являти собою загрозу, оскільки з моря міг отримувати припаси з інших міст, а також здійснювати атаки на саме місто. Щоб запобігти цьому, Ганнібал прийняв рішення відгородити місто від Акрополя і наказав своїм солдатам вирити рів та побудувати за ровом стіну. Римляни намагалися завадити цьому, але хитрощі Ганнібала дозволило йому спочатку переконати римлян, що вони можуть зупинити ці роботи, а потім відтіснити їх назад на їхні позиції. Ця дія не лише дозволила завершити роботи з будівництва стіни, а й дала тарентійцям упевненість, що вони зможуть самі, без карфагенян, стримувати римлян.
Завершивши приготування, Ганнібал вирішив, що зможе заволодіти Акрополем, і почав приготування для цього. Але в той час, коли підготовка була завершена, до префекта Марка Лівія, прибули підкріплення з Метапонту, і разом їм вдалося знищити облогові машини карфагенян, що змусило останніх відмовитись від ідеї заволодіти Акрополем. 
Зрозумівши, що цитадель взяти не вийде, карфагеняни вирішили блокувати його гавань. Жителі міста переконували Ганнібала, що для цього їм потрібен флот Карфагена, оскільки власний флот Тарента заблокований і не зможе блокувати Акрополь. Карфагенський полководець знайшов рішення цій проблемі. Він наказав підготувати спеціальні машини на колесах, на які завантажили кораблі, і через вулицю, що йшла паралельно побудованій стіні, перевезли їх. Це дозволило заблокувати Акрополь з моря. Таке рішення викликало у міщан захоплення карфагенським полководцем. 

## Наслідки
Перемога карфагенян мала велике значення для подальшого ходу Другої Пунічної війни, зокрема в Італії. Після захоплення Тарента на сторону Ганнібала перейшли жителі міста Фурій, котре було незадоволене діями римлян щодо заручників з їхнього міста. Крім того, карфагенянам вдалося заволодіти Метапонтом, гарнізон якого дуже ослаб після відправлення значних сил на підтримку оборонців тарентійської цитаделі. 
Позиції карфагенян у Південній Італії значно посилилися, у них з’явилася сильна морська база, яка дозволяла отримувати підкріплення з Карфагена та слугувала чудовим місцем для прибуття військ царя Македонії – Філіппа V. 
Проте використати всі переваги цього успіху Ганнібалу так і не вдалося, адже дуже скоро, у 211 році до Р.Х., римляни завдали удару у відповідь. Їм вдалося захопити головного союзника Ганнібала в Італії – місто Капую. Ба більше, успіхи Марка Клавдія Марцелла на Сицилії дозволили вибити звідти карфагенян, а також заволодіти Сиракузами. 
Від Македонії підтримку отримати не вдалося, оскільки, попри союз, римляни змогли сформувати в Греції проти Філіппа коаліцію, яка не дозволила царю організувати підтримку карфагенянам в Італії 
На додачу до цього, через три роки після підкорення Тарента карфагенянами, хитрі дії Квінта Фабія Максима Кунктатора дозволили йому відбити місто, що фактично поставило остаточну крапку на можливостях Ганнібала самостійно закінчити цю війну.